# Dub v parku v Dolních Počernicích
Dub v parku v Dolních Počernicích je památný strom, který roste v počernickém zámeckém parku v jeho centrální části proti venkovní divadelní scéně.

## Parametry stromu
- Výška (m): 39,0
- Obvod (cm): 466
- Ochranné pásmo: vyhlášené – kruh o poloměru 15 m na p.č. 1482
- Datum prvního vyhlášení: 26. 3. 2009[1]
- Odhadované stáří: 230 let (k roku 2016)[2]

## Popis
Dub patří k nejvyšším památným stromům Prahy. Zároveň je nejmohutnějším stromem celého sedmihektarového zámeckého parku, ve kterém je na 1100 stromů, z toho 27 dubů letních. Má dlouhý mírně nakloněný kmen, který nese vysoko položenou korunu, a jedinečné postavení mu dávají také tři vysoké kořenové náběhy. Byl zasazen pravděpodobně kolem roku 1780 a jeho stav je velmi dobrý.

## Turismus
Poblíž dubu vede turistická značená trasa  6065 vedená k rozcestí V Ořešinách u Xaverovského háje.